# La nostra terra
La nostra terra è un film del 2014 diretto da Giulio Manfredonia che narra una storia ispirata alla nascita delle cooperative agricole su terreni confiscati alle mafie.
È uscito nelle sale il 18 settembre 2014; il 15 settembre vi è stata la presentazione del film e la proiezione in anteprima presso l'Anteo spazioCinema di Milano con Gianni Canova, critico cinematografico, Don Luigi Ciotti, fondatore di Libera, Mauro Pagani, autore delle musiche, Pierluigi Stefanini, presidente del Gruppo Unipol, Pierfrancesco Majorino, Assessore alle Politiche Sociale e Cultura della Salute del Comune di Milano e Alessandra Coppola, giornalista del Corriere della Sera, in diretta satellitare con altre 40 sale in Italia.

## Trama
Nicola Sansone è proprietario di un podere nel Sud Italia che viene confiscato dallo Stato e assegnato a una cooperativa, che però non riesce - per celati o dichiarati boicottaggi - ad avviare l'attività. Per questa ragione viene mandato in loro aiuto Filippo, un uomo che da anni fa l’antimafia lavorando in un ufficio del Nord, e quindi impreparato ad affrontare la questione “sul campo”. Numerosi sono gli ostacoli che Filippo incontra, e spesso deve resistere all’impulso di mollare tutto: lo trattengono il senso di sfida e le strane dinamiche di questa cooperativa di insolite persone cui inizia ad affezionarsi, in particolar modo Cosimo, l’ex fattore del boss, e Rossana, la bella e determinata ragazza che forse ha un passato da riscattare. In un comico ribaltamento di ruoli, tra sabotaggi e colpi di scena, non appena le cose iniziano ad andare quasi bene, al boss Nicola Sansone vengono concessi i domiciliari. Riuscirà l’antimafia a trionfare?